# Книга священного закона
Книга священного закона (КСЗ) является частью масонских религиозных или философских текстов, используемых во время проведения собраний масонских лож.

## Значение
В англоязычных странах наиболее часто используется Библия короля Якова или другой стандартный перевод Библии. Если ложи состоят из братьев, которые не являются христианами, то могут использоваться другие тексты, а в ложах с братьями, исповедующими различные религии, часто используется более одного священного текста. Каждый кандидат приносит торжественные обязательства на священном тексте своей религии в соответствии со своими убеждениями.
Одним из наиболее заметных отдельных КСЗ является инаугурационная Библия Джорджа Вашингтона. Она принадлежит ложе «Св. Иоанна» № 1 в Нью-Йорке и используется на её заседаниях с 1767 года. Она известна ещё и потому, что именно эта Библия была использована на первой инаугурации Джорджа Вашингтона. Также она использовалась (иногда вместе с другими Библиями) на инаугурации президентов: Уоррена Гардинга, Дуайта Эйзенхауэра, Джорджа Буш-старшего и Джимми Картера.

## Галерея

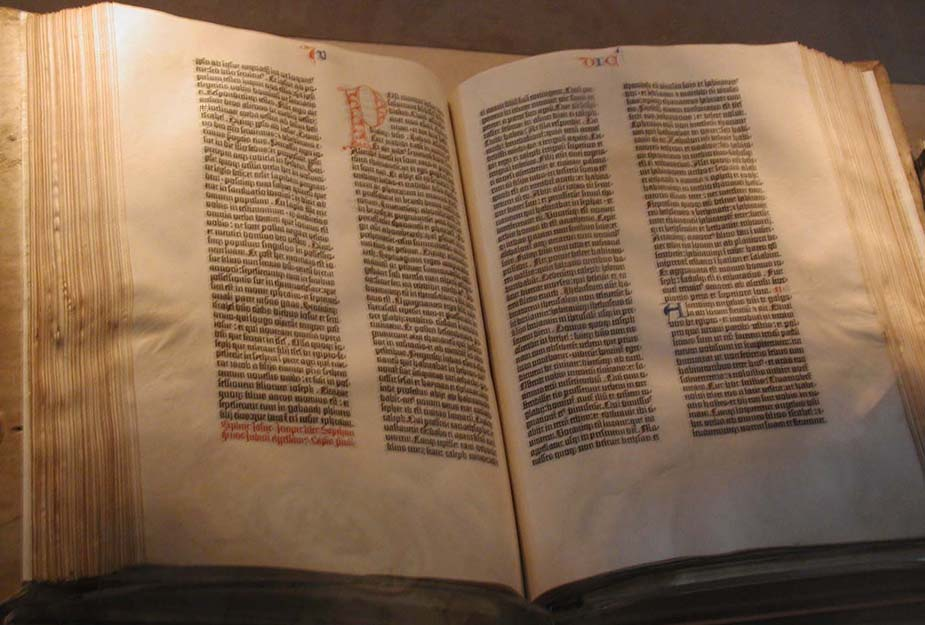
Библия Гутенберга
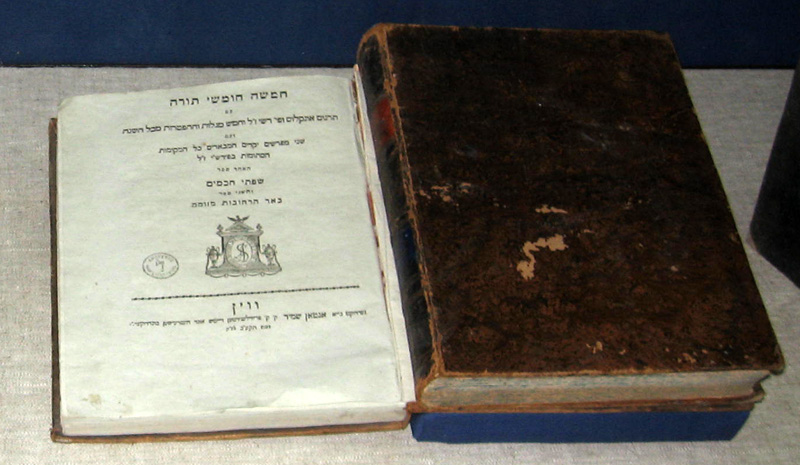
Пятикнижие Моисеево (Тора) на древнееврейском языке, Вена, 1802 г.
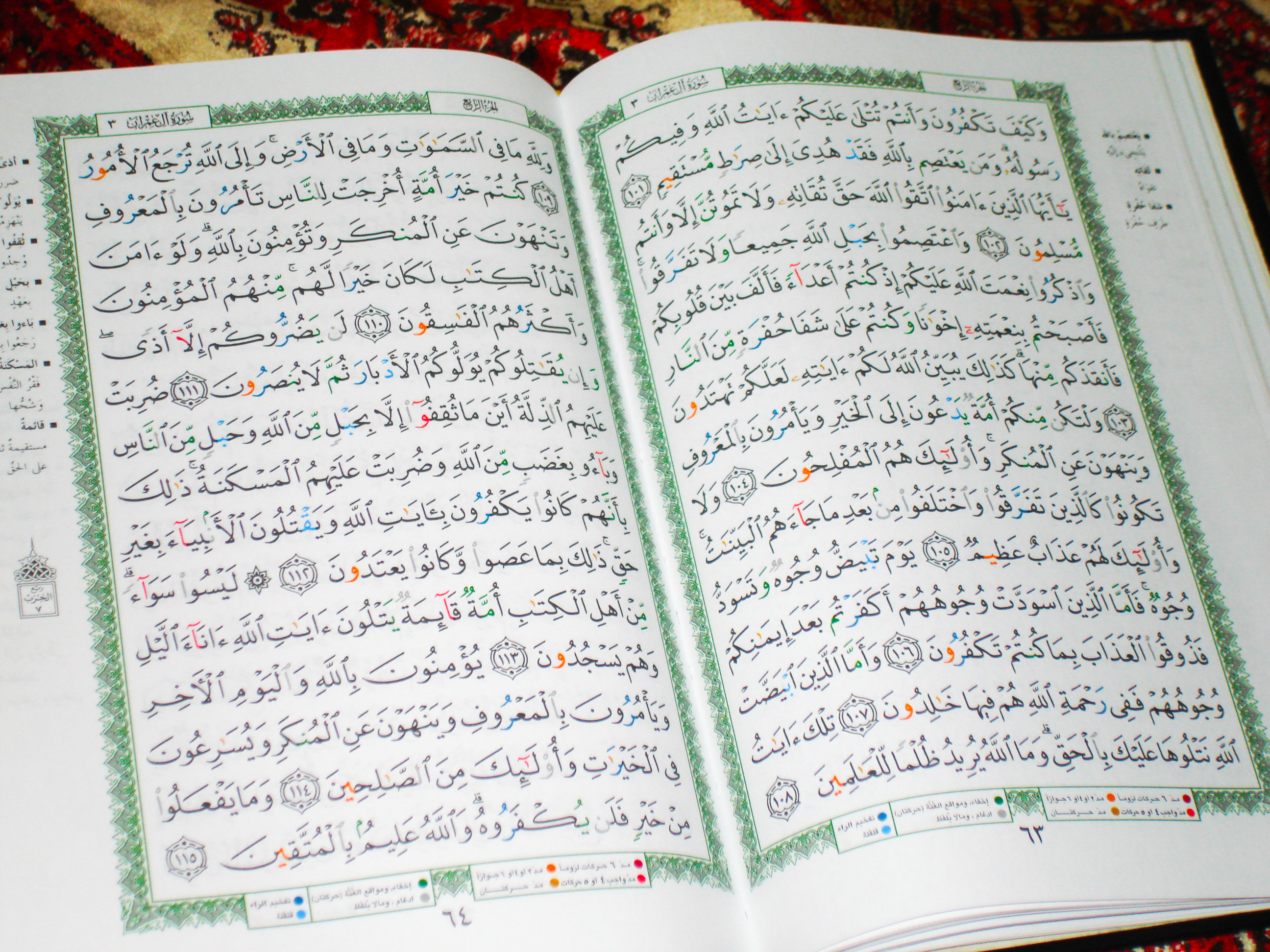
Коран с цветным обозначением правил таджвида